# Piper bistigmatum
Piper bistigmatum är en pepparväxtart som beskrevs av C. Dc.. Piper bistigmatum ingår i släktet Piper och familjen pepparväxter. Inga underarter finns listade i Catalogue of Life.